# Lantos Györgyi
Lantos Györgyi (Hódmezővásárhely, 1953. szeptember 2. –) magyar szobrász, üvegművész.

## Életpályája
1971–1976 között a Magyar Képzőművészeti Főiskola hallgatója volt, ahol Szabó Iván oktatta. 1978 óta kiállító művész.

## Művei

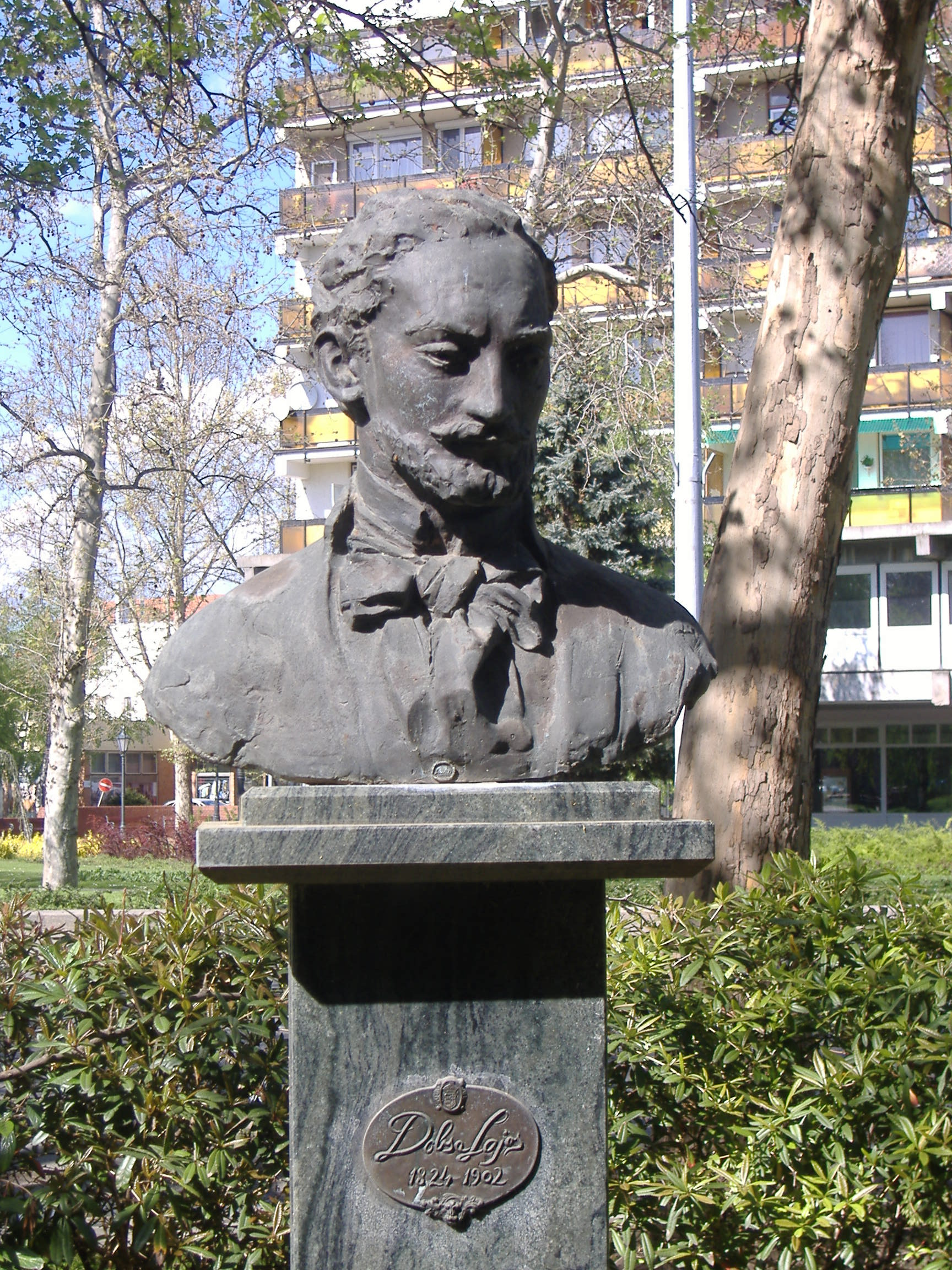
Dobsa Lajos-szobor (Makó, 1998)

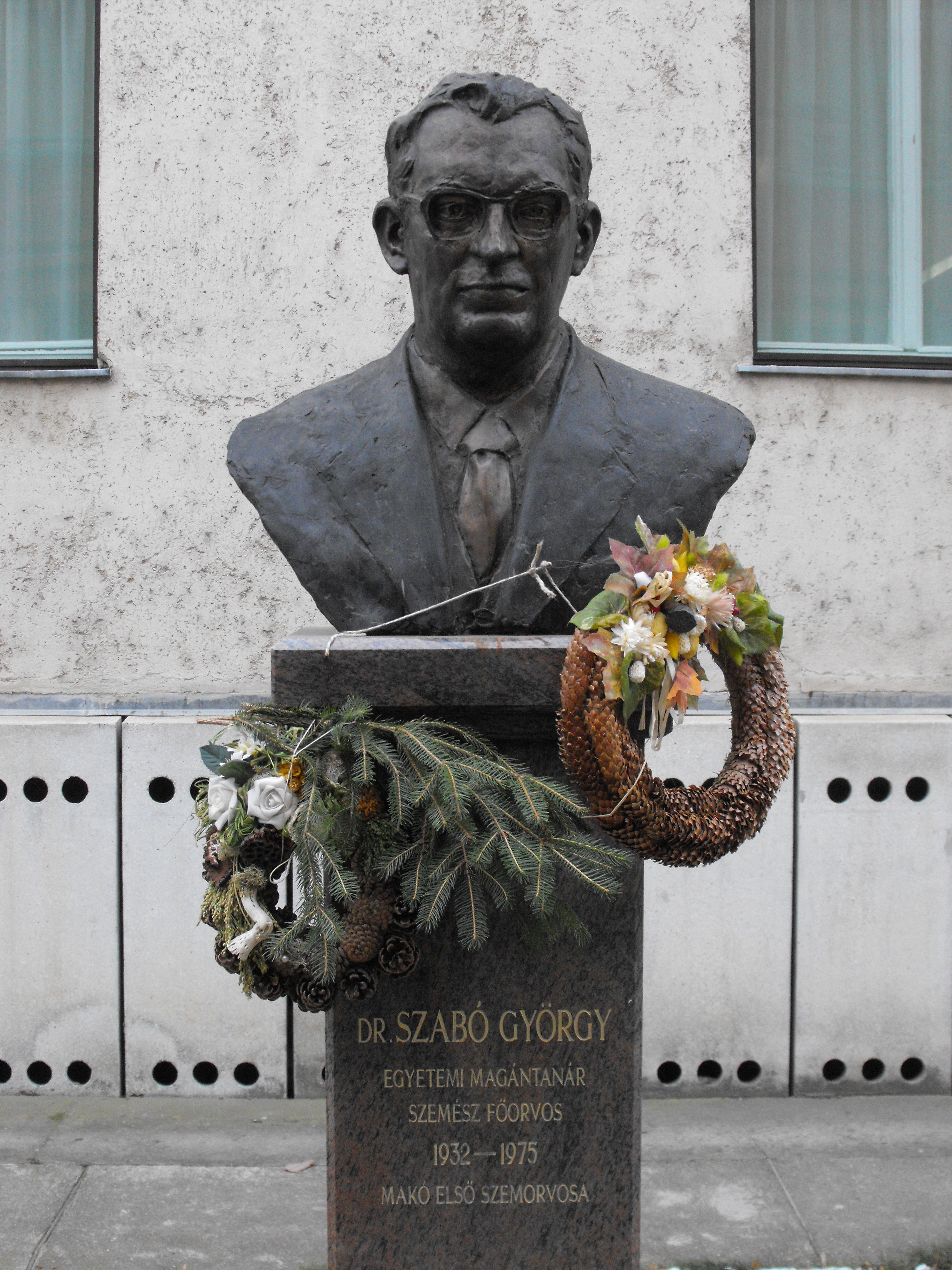
Szabó György-szobor (Makó, 2003)

- Anya gyermekkel (Nyíregyháza, 1975)
- Wagner Károly (Budapest, 1979)
- Finta Sándor (Túrkeve, 1981)
- Tessedik Sámuel (Bábolna, 1985)
- Kodály Zoltán (Gyöngyös, 1988)
- Városalapítók szobra (Cegléd, 1989)
- II. világháborús emlékmű (Hódmezővásárhely, 1992)
- Kossuth Lajos-dombormű (Csongrád, 1993)
- Hensch Árpád (Gyöngyös, 1994)
- A tudomány szimbóluma (Gyöngyös, 1996)
- Dobsa Lajos-szobor (Makó, 1998)
- Ravasz László (Lakitelek, 2000)
- Szent István király (Budakeszi, 2001)
- Klebelsberg Kunó (Gyöngyös, 2002)
- Szabó György-szobor (Makó, 2003)
- Károly Róbert (Gyöngyös, 2004)
- Bőségszaru (Szentes, 2005)
- A megtalált Európa (Gyöngyös, 2006)
- Szent Imre (Soltszentimre, 2007)
- Reményi Ede (Kiskunfélegyháza, 2008)
- Pásztor Ferenc (Kiskunfélegyháza, 2009)
- Szent Kristóf (Hódmezővásárhely, 2010)
- Krizsanótzky János (Kiskunfélegyháza, 2011)
- Apor Vilmos-mellszobor (Lakitelek, 2012)
- Petőfi Sándor (Dunaharaszti, 2013)
- Petőfi Sándor (Fülöpszállás, 2014)
- Lontay Margit (Hódmezővásárhely, 2015)
- Feszület korpusszal (Csongrád, 2016)
- Szent Imre (Veszprém, 2017)
- Csurka István (Lakitelek, 2024)

## Kiállításai

### Egyéni
- 1982 Hódmezővásárhely

### Válogatott, csoportos
- 1978 Budapest

## Díjai
- Tornyai-plakett (1985)
- Dante Biennálé, Ravenna (I) I. díj (1985)
- Dante Biennálé, Róma város aranyérme (1988)
- Magyar Arany Érdemkereszt (2002)